# Lifelines (David Knopfler)
Lifelines è un album del 1991 di David Knopfler.

## Tracce
1. Rise again – 4:18
2. Guiding Star – 5:32
3. Yeah... but what do Men want? – 3:11
4. Falling – 3:05
5. Like Lovers do – 4:42
6. Lonely is the Night – 3:36
7. The Bloodline – 7:15
8. A Dream so Strong – 4:04
9. I will always be – 3:06

- La traccia 9 non era presente su vinile.